# Eragrostis andicola
Eragrostis andicola là một loài thực vật có hoa trong họ Hòa thảo. Loài này được R.E.Fr. mô tả khoa học đầu tiên năm 1905.